# Кјуза Кавали
Кјуза Кавали је насеље у Италији у округу Сиракуза, региону Сицилија.
Према процени из 2011. у насељу је живело 51 становника. Насеље се налази на надморској висини од 470 м.